# Am anderen Ufer
Am anderen Ufer ist ein deutsches Stummfilm-Melodram aus dem Jahre 1918 von Alfred Halm mit Mady Christians in der Hauptrolle.

## Handlung
Komtesse Ebba von Thorn steht in den Diensten der Gräfin Landing, die sie als Gesellschafterin eingestellt hat. Landings Sohn Wulf möchte Ebba heiraten und beschenkt sie daher mit wertvollem Schmuck. Der junge Graf ahnt nicht, dass sich Ebba in großem Zwiespalt befindet. Auf den ersten Blick erscheint sie als verwöhnte Adelige, die alles leicht nimmt und teure Geschenke an sie für selbstverständlich hält. Als sie dann aber Wulfs großzügige Schmuck-Gabe weiterverkauft, stellt sich bald ihr dunkles Geheimnis heraus. Ebba hat mit Gert einen Bruder, der sich dank seiner Spielleidenschaft stets in große finanzielle Schwierigkeiten bugsiert. 
Diesmal muss Ebba von Thorn ihn aus den Klauen des finsteren Spielhöllenbesitzers Dymischow retten. Aus diesem Grund lässt sie vorübergehend das wohltemperierte Schlossleben hinter sich. Ebbas Verhalten fällt bald in der Familie der Gräfin Landing auf, sodass sie, die in Ebba mehr und mehr eine zweifelhafte Person zu sehen beginnt, die ihres Sohnes Wulf als Gattin unwürdig ist, einen Detektiv nachschickt, der Ebba auf ihrer Reise zu Gert heimlich folgt. In einer kleinen Residenzstadt, wo Ebba zeitweilig wegen der Spielhöllenaffäre in Haft genommen wurde, klärt sich schließlich alles auf, vor allem, dass Ebbas Schmuckveräußerung nicht aus eigennützigen Motiven geschah.

## Produktionsnotizen
Am anderen Ufer entstand im Frühjahr 1918, passierte die Zensur im Mai desselben Jahres und wurde wenig später uraufgeführt. Die Länge des Vierakters betrug 1226 Meter.

## Kritik
In Wiens Neue Kino-Rundschau heißt es: „H. Fredall hat wieder ein kleines Meisterwerk der Inszenierung und künstlerischen Ausgestaltung geschaffen, dem Mady Christians ihre Darstellungskunst geliehen hat. Es ist ein schlichtes, an tiefen Eindrücken reiches Filmstück … Mady Christians verkörpert die anfangs ziemlich rätselhafte Gestalt der jungen Braut, die uns abwechselnd als schlichtes, bescheidenes Baroneßchen, und als raffinierte, kokette Lebedame erscheint. (…) Mit einer Virtuosität, wie sie nur ganz besonders begabte Schauspielerinnen besitzen, spielt sie diese Doppelrolle und ist jedes Mal eine Andere, Neue. Immer wieder tritt ihr großes darstellerisches Können zu Tage. Ihre Partner boten gleichfalls Gutes. Die Photographie ist erstklassig.“
Die Wiener Allgemeine Zeitung stellte heraus: Der Film „enthält eine spannende Szene, wie am Roulettetisch der Falschspieler ertappt und entlarvt wird. Es ist der Kernpunkt des Dramas, in dem eine Schwester (Mady Christians), um den Bruder aus schlechter Gesellschaft zu befreien, in die Tiefe steigt, wo Laster und Leidenschaft hausen und alle Folgen der Verleumdung auf sich nimmt, nur um ihren Bruder … zu retten.“